# Fly Society
Fly Society je američka hip hop grupa koja je osnovana 2007. godine u Long Beachu, Kaliforniji. Grupu su osnovali Currensy, Terry Kennedy, Hit i Felix. Trenutno prebivalište grupe je u Los Angelesu, Kaliforniji. Terry Kennedy je reper i profesionalni skejter, te kapetan Pharrellove momčadi Ice Cream Skate Team. Hit je reper, kao i Felix koji je uz to i glazbeni producent. Reper Currensy je napustio grupu 2011. godine. Grupa je 2012. godine objavila prvi miksani album International Passport.

## Diskografija
Miksani albumi
- International Passport (2012.)

## Vanjske poveznice
- Službena stranica